# Björn Borg AB
Björn Borg AB (tidigare namn World Brand Management (WBM)) utvecklar och driver modevarumärket Björn Borg. Bolaget grundades 1989 av Anders Arnborger och Louise Hildebeck då de lanserade en kollektion med underkläder. Personen Björn Borg äger ingen del av Björn Borg AB utan licensierar bara ut sitt namn. Enligt förra vdn Nils Vinberg är Björn Borg delaktig i vissa marknadsföringskampanjer men får ingen ersättning för detta.
Verksamheten bedrivs i sju europeiska länder. Först ut med lansering skedde 1992-1993 i Danmark, Norge, Österrike, Australien, Nederländerna och Belgien. Idag är Sverige och Nederländerna de viktigaste marknaderna. Nya marknader är Tyskland och Storbritannien[källa behövs]. I Storbritannien lanserades varumärket 2006. Då startade försäljningen på varuhuset Selfridges i London. Företaget noterades 7 maj 2007 på Stockholmsbörsens mid cap lista efter att tidigare varit noterat på First North. Under 2012 uppgick försäljningen till 1,5 miljarder kronor. 

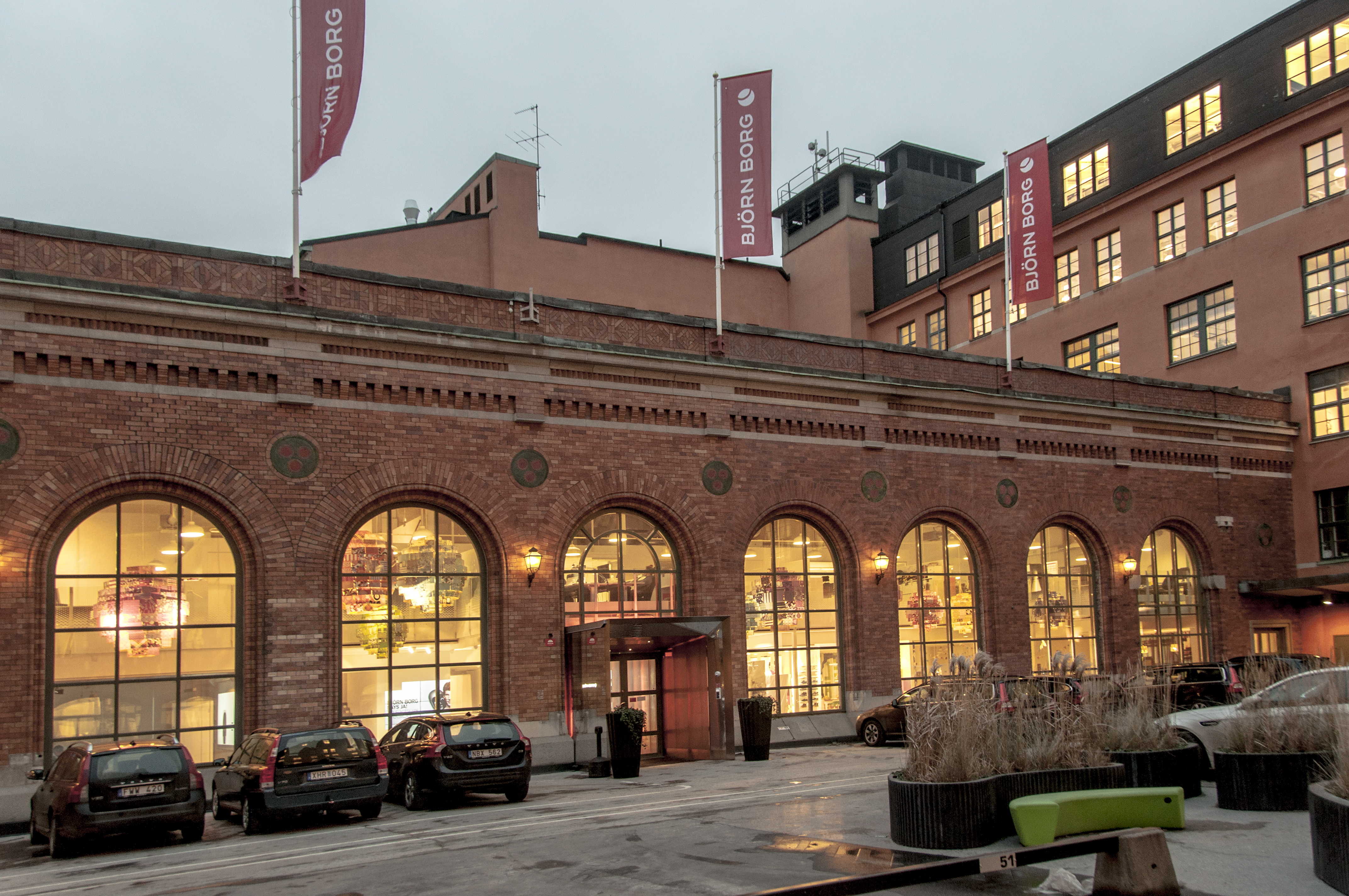
Tidigare huvudkontor i Tulestationen

Den första kollektionen bestod av 17 olika plagg för män. 1992 släpptes den första kollektionen med underkläder för kvinnor. Under 90-talet släpptes flera kollektioner med underkläder, badkläder, väskor och glasögon Företaget är mest känt för sina underkläder och sin "logga" Love for all och har ett brett sortiment både för män och kvinnor[källa behövs]. Björn Borg AB försöker designa och framställa sina kläder efter orden sporty, stylish, sexy och comfortable. Varumärkets främsta produktområde är underkläder. Dessutom erbjuds sportkläder, parfym och skor samt via licenstagare skor, väskor och glasögon. 

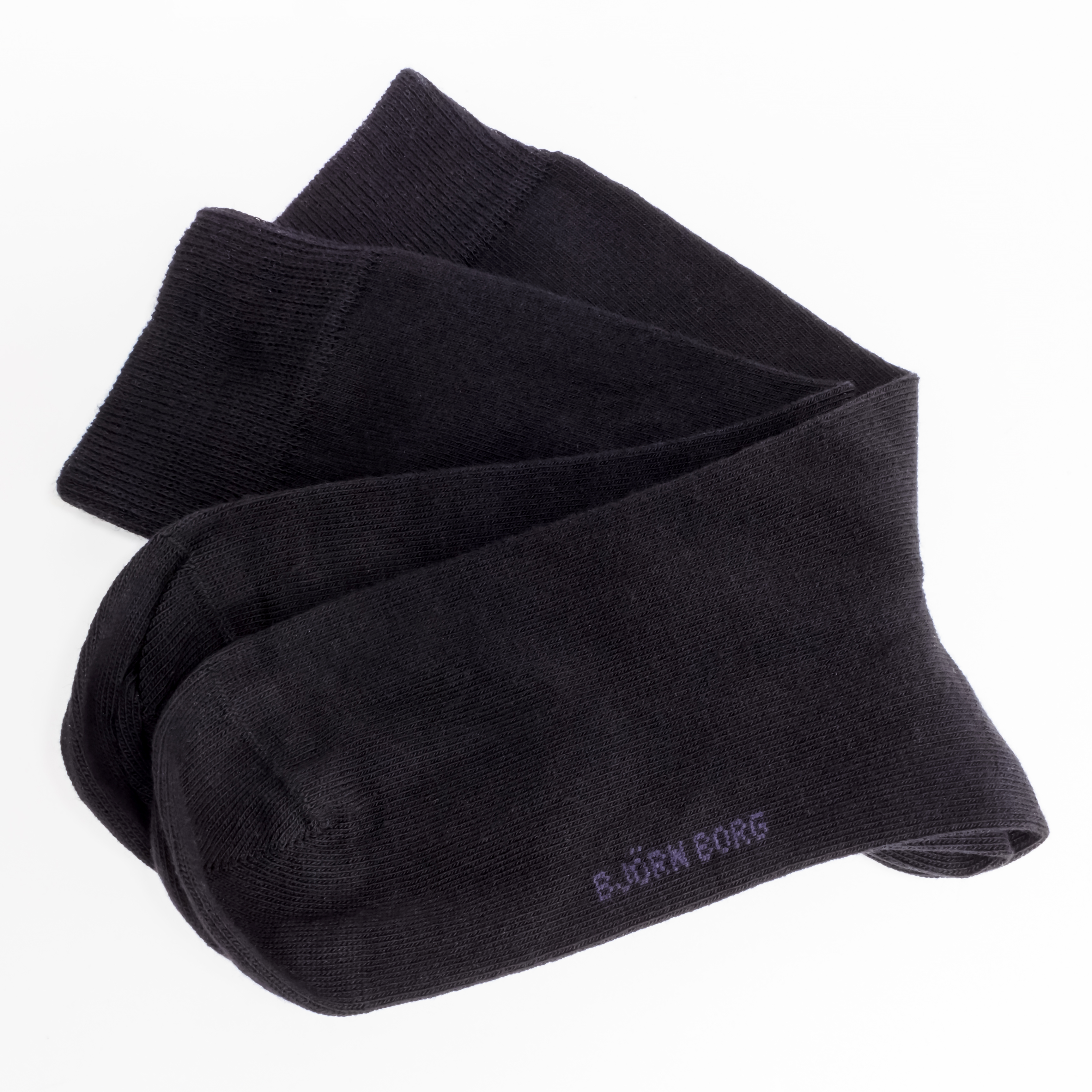
Ett par svarta Björn Borg-sockor.

WBM innehade sedan 1997 en exklusiv varumärkeslicens för namnet Björn Borg, som ger rätt att producera, marknadsföra och sälja Björn Borg-produkter i alla länder. Riskkapitalbolaget Merchant Venture Investments gick in som delägare 1998 då de köpte en tredjedel av aktierna för 25 miljoner kronor. I slutet av 2006 köptes de fulla rättigheterna till varumärket för 124 miljoner kronor plus årliga royalties på 1,5-2 procent samt en tilläggsersättning på 7,8 miljoner fram till 2016. De slutliga rättigheterna köptes från ett holländskt bolag som Björn Borgs föräldrar ägde. WBM bytte senare namn till Björn Borg AB. Under 2016 fick Björn Borg ut 30 miljoner kronor i royalties.
2020 flyttade Björn Borg sitt huvudkontor till Frösundavik i Solna kommun.